# Синдром Рамзі-Ганта
Три різних неврологічних синдроми звуться синдромом Рамзі-Ганта. Єдиний їхній зв'язок полягає в тому, що всі вони були вперше описані відомим неврологом Джеймсом Рамзі Гантом (1872—1937):
- Синдром Рамзі-Ганта 1-го типу, також званий мозочковим синдромом Рамзі Ганта, являє собою рідкісну форму дегенерації мозочка, яка включає міоклонічну епілепсію, прогресуючу атаксію, тремор і процес деменції[1].
- Синдром Рамзі-Ганта 2-го типу є реактивацією оперізувального герпесу в колінчастому ганглії. Його іноді називають оперізуючим герпесом, і він має варіабельні прояви, які можуть включати ураження нижніх рухових нейронів лицевого нерва, глухоту, запаморочення та біль[2][3] . Типовим проявом є тріада іпсилатерального паралічу лицевого нерва, болі у вухах та везикул на обличчі, на вухах або всередині вуха[4].
- Синдром Рамзі-Ганта 3-го типу — це менш часто згадуваний стан, професійна невропатія глибокої долонової гілки ліктьового нерва. Його також називають хворобою Ганта або паралічем ремісника[5].